# Miguel España
Miguel España Garcés (Mexikóváros, 1964. január 31. – ) mexikói válogatott labdarúgó. 

## Pályafutása

### Klubcsapatban
Pályafutását 1983-ban kezdte a Pumas UNAM csapatában, ahol 1994-ig játszott és egy alkalommal nyerte meg a mexikói bajnokságot. 1994 és 1995 között a Tigres játékosa volt, majd azt követően 1995 és 2001 között a Santos Laguna csapatát erősítette. 2001-ben visszatért a Pumas együtteséhez, ahol még két évig játszott.

### A válogatottban
1984 és 1994 között 81 alkalommal szerepelt az mexikói válogatottban és 2 gólt szerzett. Részt vett az 1986-os világbajnokságon és tagja volt az 1993-as Copa Américán ezüstérmet szerző válogatott keretének is.  

## Sikerei, díjai
Pumas UNAM
- Mexikói bajnok (1): 1990–91
- CONCACAF-bajnokok kupája győztes (1): 1989

Santos Laguna
- Mexikói bajnok (1): Invierno 1996

Mexikó
- CONCACAF-aranykupa ezüstérmes (1): 1993